# Anatole (roman)
Pour les articles homonymes, voir Anatole.
Anatole est le troisième roman de Sophie Nichault de la Valette, dame Lottier puis Gay, publié anonymement en 1815. C’est aussi celui ayant eu le plus de succès, succès qui mit le prénom d’Anatole à la mode. L’intrigue a pour cadre la haute société parisienne d’Empire.

## Résumé
Eusèbe Girault de Saint-Fargeau écrit le résumé en 1839 : « … la marquise Valentine de Saverny, jeune, riche et belle, veuve d’un mari trop vieux pour être éternellement regretté, quitte son château gothique et vient jouir à Paris, avec Mme de Nangis, sa belle-sœur, des avantages de sa position. Rien n’est plus maladroit à une jolie femme que de rapprocher d’elle une autre jolie femme : Mme de Nangis en fit la triste expérience ; jeune, jolie, spirituelle, pleine de grâce et de talent, elle voit bientôt ses attraits éclipsés par ceux de Valentine, et bientôt elle ne tarde pas à redouter les suites de l’impression que cette dangereuse beauté fait sur le cœur du chevalier Démerange, auquel Mme de Nangis prend le plus vif intérêt. Admis dans la société de Valentine, le chevalier en devint en effet éperdument amoureux, mais Valentine ne soupçonnait même pas sa passion ; toutes ses pensées se reportaient sur un bel inconnu qui l’avait sauvée d’un grand danger, un soir où elle faillit être écrasée en sortant de l’Opéra. 

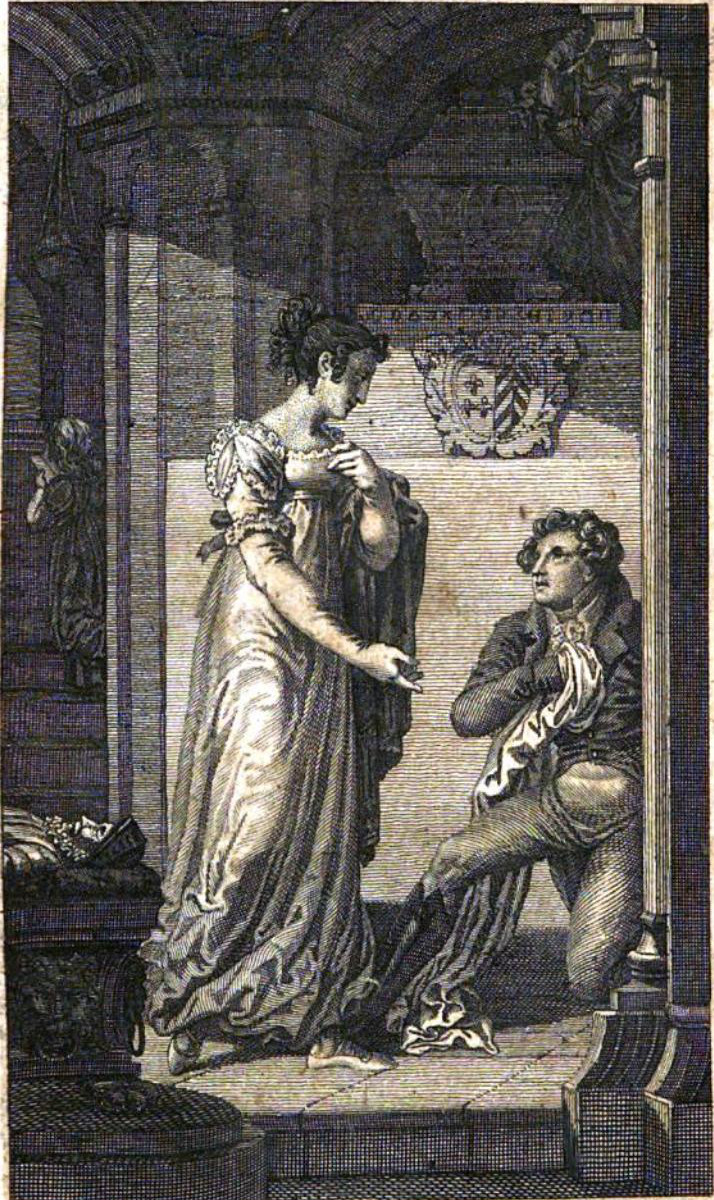
Frontispice de la traduction allemande de 1817, volume 1.

Valentine brûlait de connaître son libérateur, et commençait à craindre que toutes les perquisitions qu’elle avait faites ne fussent inutiles, lorsqu’on lui apprit que son libérateur se nommait Anatole ; mais on ne voulut rien dire de plus, et on lui déclara même que sa curiosité affligeait ce jeune homme, et qu’un obstacle invincible l’empêchait de se faire connaître. La délicatesse prescrivait à Valentine de cesser toute enquête ; mais quel était donc ce secret ? voilà ce qu’elle se demandait d’autant plus souvent qu’elle avait la certitude d’être aimée de lui. Il ne venait point chez elle, mais il la suivait partout ; elle le rencontrait à la promenade, au spectacle, et toujours il se plaçait de manière à prouver qu’il n’était là que pour elle. Tout ce que le profond incognito dans lequel il s’enveloppait ne lui défendait pas, il le mettait en usage pour lui prouver qu’il était sans cesse occupé d’elle. Billets tendres, surprises agréables, cadeaux ingénieux, Anatole ne négligeait rien ; tous ces soins étaient vivement sentis, jamais deux amants ne s’étaient mieux entendus sans s’être parlé ; il y avait même entre eux jusqu’à des brouilleries et des raccommodements. L’auteur a fait, dans cette partie de l’ouvrage, un véritable tour de force en disposant les incidents de manière qu’on ne se fatigue point de la monotonie d’une telle situation. Cependant l’orage grondait sur la tête de la sensible Valentine ; l’amour du chevalier Démerange n’avait fait qu’augmenter, et la douleur qu’en ressentit Mme de Nangis troubla tellement sa raison, qu’elle se permit de lâches calomnies sur le compte de sa belle-sœur. Valentine, forcée de quitter le monde pendant quelque temps, n’y reparaît que pour apprendre, au milieu d’un cercle de cinquante personnes, le secret d’Anatole. Cette fatale découverte la touche si douloureusement, qu’elle tombe anéantie et comme frappée de la foudre. Peut-être la connaissance de ce terrible secret eût-il refroidi une femme moins tendre, moins courageuse et moins raisonnable ; mais l’amour de Valentine était assez fort pour résister à tout ; elle épousa l’inconnu. — Quel était donc ce grand secret ? Nous engageons les lecteurs à le chercher dans l’ouvrage même, dont la lecture leur procurera, nous en sommes certains, le plus grand plaisir. »

## Personnages

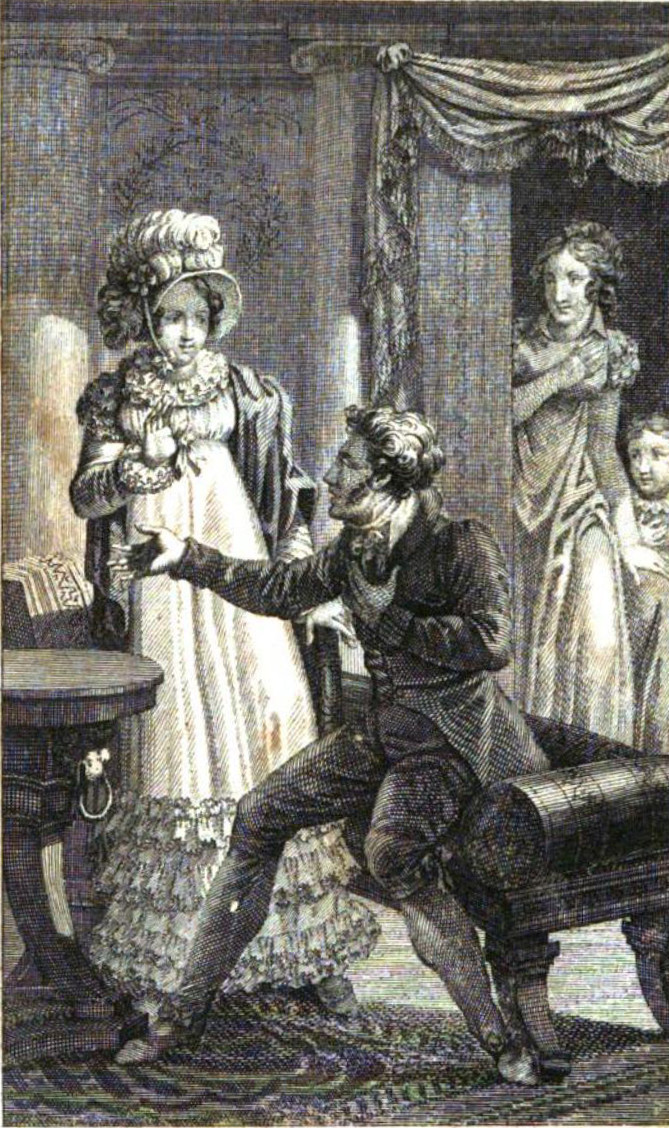
Frontispice de la traduction allemande de 1817, volume 2.

- Valentine de Saverny, jeune femme indépendante du fait de son veuvage.
- Anatole, jeune homme mystérieux, qui ayant sauvé Valentine d’un accident mortel, se dérobe aux remerciements. Espagnol, il se révèlera être duc de Linarès.
- Mme de Nangis, belle-sœur de Valentine, d’abord accueillante pour cette dernière, devient d’une jalousie malveillante envers sa parente.
- Le chevalier d’Émerange, chevalier servant de Mme de Nangis, puis amoureux et prétendant de Valentine.
- M. de Nangis, frère de Valentine, un snob.
- Le commandeur de Saint-Albert, ami d’Anatole.
- Mlle Cécile, la femme de chambre de Valentine.
- Saint-Jean, cocher renvoyé.
- Mme de Réthel, amie de Valentine et parente du commandeur.
- Isaure, fille de M. et Mme de Nangis, nièce choyée par Valentine.

## Réception
- Goethe en aurait dit qu’il s’agissait de : « l’ouvrage le mieux écrit et le plus rempli d’idées fines, spirituelles, d’appréciations profondes, de connaissance du cœur humain qui ait été imprimé depuis vingt-cinq ans »[3].
- Le roman aurait été apprécié par Napoléon qui l’ayant lu après Waterloo, l’aurait offert au baron Fain[n 1],[n 2].
- Mme de Genlis prétend que « madame Gay, … a fait un roman de deux de mes contes ; l’un qui se trouve dans les Souvenirs de Félicie,… ; et l’autre intitulé les Rencontres »[6]. Le lien ténu qui existe entre Anatole et ces deux contes, ne permet pas de soutenir le plagiat.
- En 1838, Balzac en aurait demandé la ré-édition à Charpentier[7].

## Analyse
« Anatole est l’histoire d’une jeune femme qui, arrivant du silence (la province), va apprendre à déchiffrer la parole mondaine, comprendre son caractère mensonger, perfide et dangereux, établir une relation amoureuse fondée uniquement sur la communication non-verbale, et s’épanouir dans ce silence à deux. »

## Éditions
- 1815 : Anatole, Paris, Firmin Didot, Gallica
- 1817 : Anatole, Vienne, De l’imprimerie Deschrämbl, GoogleBooks (contrefaçon ?)
- 1822 : Anatole, Paris, in-8°, frontispice par Horace Vernet, gravé par Moreau [9]
- 1863 : Anatole, Paris, in-18, collection Michel Lévy, réimpression 1871, 1872 (version de 1863 sur Gallica).
- 1886 : en feuilleton dans Le Midi, journal républicain, du 8 septembre au 6 novembre 1886.
- Sophie Gay (préf. Fabio Vasarri), Anatole, Saint-Étienne, Presses universitaires de Saint-Étienne, coll. « La Nouvelle Cité des Dames », 2 novembre 2022, 320 p. (ISBN 978-2-86272-768-4)

Traductions :
- 1817 : Anatole, oder der unbekannte Geliebte, Wien, GoogleBooks[n 3].
- 1841 : Anatole by Madam S. Gay, a novel translated from the french by the baroness Hinart, Paris, Smith, in-8°, 2 t. en 1 volume ou baroness Hemart[10]